# Nazionale maschile di calcio della Turchia
La nazionale di calcio della Turchia (in turco Türkiye millî futbol takımı) è la rappresentativa di calcio della Turchia ed è posta sotto l'egida della Federazione calcistica turca; è affiliata all'UEFA dal 1962.
Si è qualificata a tre edizioni del campionato mondiale di calcio (1950, 1954 e 2002), anche se ha partecipato a due edizioni del torneo perché nel 1950 si ritirò prima dell'inizio della fase finale. Ai mondiali ha ottenuto come miglior risultato il terzo posto nel 2002. Si è inoltre qualificata a sei edizioni del campionato europeo di calcio (1996, 2000, 2008, 2016, 2020, 2024), torneo in cui ha raggiunto la semifinale nel 2008. Conta anche una partecipazione alla Confederations Cup, dove ha conseguito il terzo posto nel 2003.
Nel ranking FIFA il miglior piazzamento della Turchia è il 10º posto del giugno 2004, mentre il peggiore è il 67º posto del gennaio 1996. La squadra ha figurato per la prima volta nella top 10 della classifica dopo l'exploit al mondiale di Corea del Sud-Giappone 2002. Occupa il 26º posto della graduatoria.

## Storia

### Dagli esordi al 1960
La nazionale turca esordì nell'ottobre 1923, pareggiando in amichevole con la Romania (2-2).
Dopo il ritiro dal campionato del mondo 1950 a qualificazione avvenuta a causa di problemi finanziari, si qualificò per il campionato del mondo del 1954 eliminando la Spagna in tre incontri: dopo aver perso per 4-1 l'andata e vinto per 1-0 il ritorno, la "bella" si chiuse sul 2-2 (punteggio che non mutò nei tempi supplementari), ma i turchi furono favoriti dal sorteggio. Ad effettuarlo fu l'allora tredicenne Franco Gemma, ragazzo romano passato alla storia per il gesto. Il percorso dei turchi nella fase finale non andò oltre il girone, per via delle due sconfitte contro la Germania Ovest (4-1 nel girone e 7-2 allo spareggio) e l'insufficiente 7-0 inflitto alla Corea del Sud nel girone.
Di rilievo fu la vittoria per 3-1 ottenuta nel 1956 in amichevole a Istanbul contro la forte Ungheria, vice-campione del mondo in carica.

### Dal 1960 al 1990
La partecipazione della Turchia al mondiale 1954 fu destinata a rimanere, per lungo tempo, un caso isolato, probabilmente dovuto anche al fatto che un quegli anni la Turchia giocava ancora le qualificazioni nei raggruppamenti asiatici. Gli anni '60 videro la Turchia mancare l'accesso alle principali rassegne internazionali (mondiali ed europei), mentre negli anni '70 la situazione migliorò: i turchi fallirono per un solo punto la qualificazione al campionato d'Europa 1972 e al campionato d'Europa 1976, mentre nel girone di qualificazione al campionato del mondo 1974 chiusero secondi, a pari merito con la Svizzera e a quattro punti dall'Italia capolista. Gli anni '80 furono avari di soddisfazioni.

### Dal 1990
Già vicina alla qualificazione al campionato del mondo 1990, che mancò fallendo l'ultima partita delle eliminatorie in casa dell'Unione Sovietica (che in classifica precedette i turchi insieme all'Austria), la Turchia beneficiò negli anni a venire della generazione di talenti che raggiunsero la finale dei Giochi del Mediterraneo del 1991, persa contro la Grecia. Questo periodo segnò una svolta nella storia del calcio turco.
La nazionale fu allenata per un triennio (dal maggio 1990 al 1993) dal tedesco Sepp Piontek. Tornò poi su un palcoscenico internazionale di rilievo in occasione de campionato europeo del 1996, alla cui fase finale si qualificò sotto la guida di Fatih Terim, grazie al secondo posto nel gruppo vinto dalla Svizzera e un ruolino di marcia molto positivo, con una sola sconfitta in otto partite del girone, in cui riuscì a battere Svizzera e Svezia. I turchi si qualificarono grazie al pareggio in rimonta ottenuto in trasferta contro gli svedesi all'ultima giornata, punto che servì alla nazionale di Terim ad evitare lo spareggio tra le peggiori seconde squadre classificate. Il cammino della squadra di Terim in Inghilterra terminò, tuttavia, già dopo la prima fase, a causa di tre sconfitte in altrettante partite, contro Croazia (1-0), Portogallo (1-0) e Danimarca (3-0). Le qualificazioni al campionato del mondo 1998, invece, videro i turchi chiudere al terzo posto il proprio gruppo, preceduti da Paesi Bassi e Belgio.
La Turchia ricomparve sulla scena internazionale nella fase finale del campionato d'Europa 2000, cui ebbe accesso dopo aver vinto il play-off contro l'Irlanda grazie alla regola dei gol fuori casa (1-1 in trasferta e 0-0 in casa). La formazione allenata da Mustafa Denizli si era, infatti, piazzata seconda nel girone eliminatorio vinto dalla Germania. In Belgio e Paesi Bassi, inserita in un difficile girone, la compagine biancorossa fu sconfitta all'esordio dall'Italia (2-1; di Okan Buruk il primo gol della Turchia nella fase finale di un europeo), pareggiò contro la Svezia (0-0) e batté il Belgio (2-0, doppietta di Hakan Şükür), qualificandosi dunque ai quarti di finale, dove fu eliminata perché sconfitta per 2-0 dal Portogallo.
Ancora meglio andò al mondiale 2002, cominciato perdendo contro il quotato Brasile: la gara portò alla squalifica di Rivaldo, per la simulazione di un fallo mai subìto. I quattro punti raccolti nelle due restanti gare bastarono alla squadra di Şenol Güneş per accedere alla fase ad eliminazione diretta, dove, nell'ordine, la Turchia eliminò il Giappone padrone di casa e la sorpresa Senegal. Il sogno di entrare in finale fu cancellato nuovamente dal Brasile, ma non sfuggì la conquista della medaglia di bronzo: nella finale per il terzo posto vinta per 3-2 contro i sudcoreani, anch'essi paese ospitante, Hakan Şükür segnò dopo appena 11 secondi il gol più veloce nella storia dei mondiali. Nel novembre dello stesso anno la Turchia strappò un 1-1 all'Italia in amichevole. Identico punteggio si sarebbe registrato quattro anni più tardi, sempre in amichevole, ma contro una squadra, quella azzurra, da poco divenuta campione del mondo.
Nel 2003 la Turchia fu ammessa alla Confederations Cup in Francia dopo le rinunce di Germania, Italia e Spagna. Superata la fase a gironi (vittoria contro gli Stati Uniti, sconfitta contro il Camerun e pareggio contro il Brasile che eliminò i sudamericani), i turchi persero la semifinale contro la Francia e vinsero la finale per il terzo posto contro la Colombia. Con tre gol e un assist nel torneo si mise in luce Tuncay Şanlı.
Dopo la mancata qualificazione al campionato d'Europa 2004 la Turchia andò incontro ad un profondo cambiamento generazionale, ma non riuscì ad approdare alla fase finale di Germania 2006 tramite il play-off, che premiò la Svizzera.
La Turchia tornò sul palcoscenico internazionale in occasione dell'europeo 2008, dove ottenne il suo miglior risultato nella competizione, approdando alle semifinali. Sconfitti all'esordio dal Portogallo (2-0), i turchi superarono il girone grazie a due memorabili rimonte, contro la Svizzera (2-1) e la Repubblica Ceca (3-2). Tre di questi cinque gol turchi furono messi a segno dall'88º minuto in poi. Ai quarti di finale l'ostica Croazia fu piegata per 3-1 ai tiri di rigore (1-1 dopo i tempi supplementari): dal dischetto i turchi trasformarono in rete tutti e tre i tiri, mentre i croati fallirono tre tentativi su quattro. Molto combattuta si rivelò poi la semifinale contro la Germania. La Turchia, passata in vantaggio, fu subito raggiunta nel primo tempo e, pur essendo riuscita a sua volta a pareggiare i conti a quattro minuti dal termine dell'incontro, subì al 90º minuto il gol del 3-2 che la condannò all'eliminazione, chiudendo così la competizione al terzo posto a pari merito con la Russia.

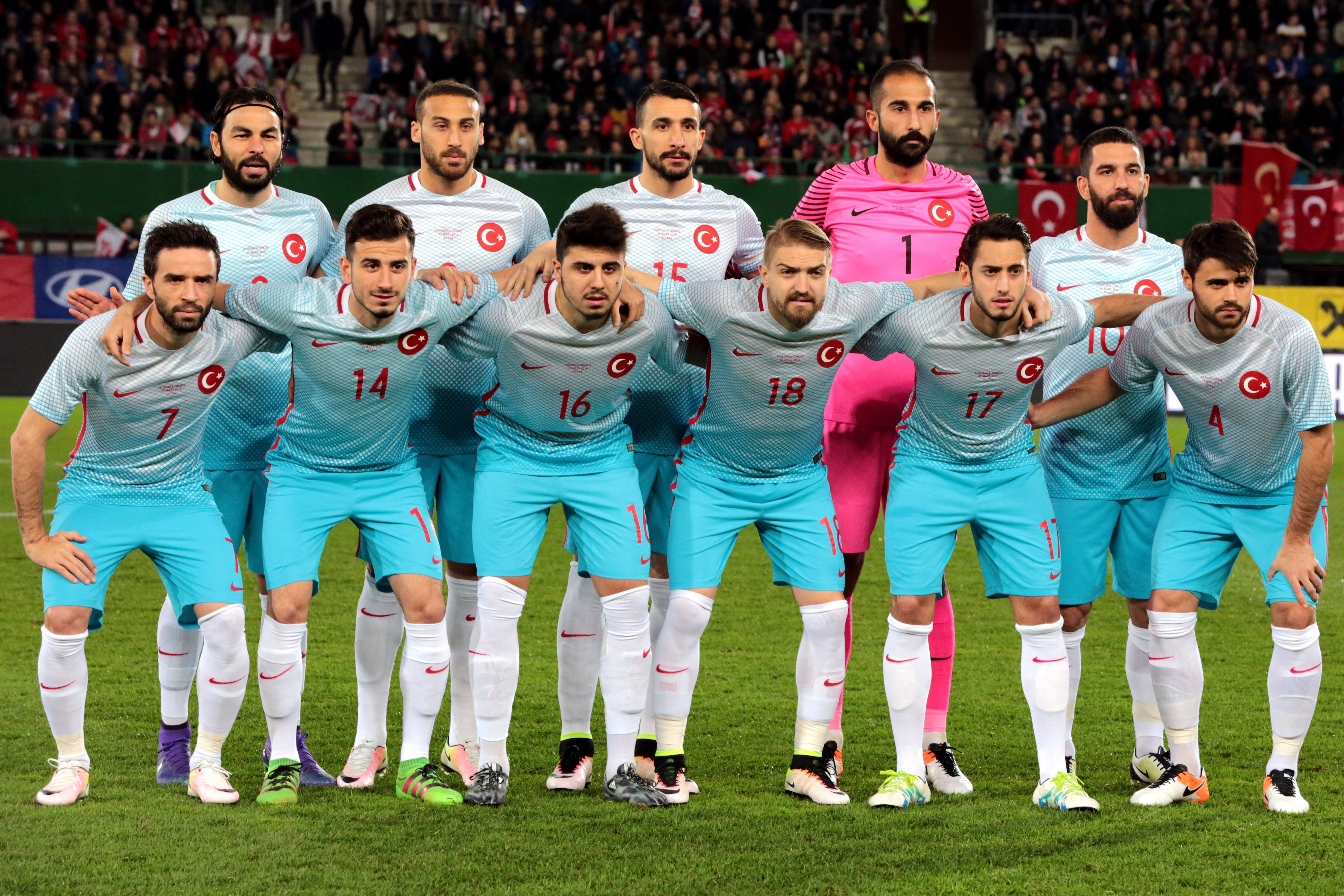
La nazionale turca scesa in campo contro l' (marzo 2016)

Dopo aver mancato, nel periodo seguente, la qualificazione a due mondiali ed un altro europeo, la nazionale turca si qualificò per l'europeo 2016 eliminando nelle qualificazioni i favoriti Paesi Bassi. Inserita nel girone con Spagna, Croazia e Rep. Ceca, la nazionale biancorossa subì una sconfitta per 1-0 contro i croati e una per 3-0 contro gli spagnoli, ma riuscì comunque ad aggiudicarsi il terzo posto nel girone dopo aver battuto per 2-0 i cechi nell'ultima partita. Ciononostante la vittoria contro i cechi risultò inutile ai fini del passaggio del turno, poiché la squadra, insieme all'Albania, risultò una delle due peggiori terze e fu quindi eliminata al primo turno.
Non si qualificò al mondiale di Russia 2018, giungendo quarta nel girone da sei, dietro a Islanda, Croazia e Ucraina. In seguito fu inserita in un minigirone di Lega B della UEFA Nations League 2018-2019 con Svezia e Russia. Chiuse all'ultimo posto, con una vittoria e tre sconfitte, retrocedendo dunque in Lega C, ma fu ripescata in Lega B per via del cambio del regolamento, che previde l'aumento delle partecipanti.
Guidata dal rientrante Şenol Güneş, che rifondò la squadra puntando sui giovani e sui soli veterani Burak Yılmaz e Emre Belözoğlu, la Turchia si qualificò al campionato d'Europa 2020 grazie al secondo posto nel girone eliminatorio vinto dalla Francia: perse solo una delle dieci partite disputate, rimanendo imbattuta nei due confronti con i francesi (battuti per 2-0 a Konya e fermati sul pari a Parigi). Il cammino degli anatolici nella fase finale del torneo si rivelò, però, disastroso, e fu segnato da tre sconfitte in altrettante gare: battuti per 3-0 dai futuri campioni dell'Italia, 2-0 rimediato contro il Galles e infine un 3-1 contro la Svizzera. Altrettanto negativa fu la prestazione fornita nella UEFA Nations League 2020-2021: nel girone della Lega B con Ungheria, Serbia e Russia, i turchi colsero una vittoria, tre pareggi e due sconfitte, chiudendo all'ultimo posto e retrocedendo dunque in Lega C.
Le qualificazioni al campionato del mondo 2022 videro la Turchia piazzarsi seconda nel girone vinto dai Paesi Bassi, a due sole lunghezze dagli olandesi, con un bilancio di 6 vittorie, 3 pareggi e una sconfitta. Ammessa ai play-off per l'accesso a Qatar 2022, la squadra fu eliminata in semifinale dal Portogallo, vittorioso per 3-1 a Porto.

## Rivalità
La Turchia vive accese rivalità con Croazia e Grecia.
La prima partita con la Croazia risale alla fase finale del campionato d'Europa 1996, in cui la Croazia si impose per 1-0 nella gara d'esordio di ambo le formazioni nel torneo. Memorabile fu la sfida dei quarti di finale del campionato d'Europa 2008, vinta dalla Turchia ai tiri di rigore dopo l'1-1 dei tempi supplementari. Le due nazionali tornarono ad affrontarsi nei play-off di qualificazione al campionato d'Europa 2012, con la Croazia che vinse per 3-0 a Istanbul e pareggiò per 0-0 in casa al ritorno, eliminando i turchi e accedendo alla fase finale della competizione. Nel 2016 le due squadre si sfidarono nella fase finale del campionato europeo, nella gara di apertura del gruppo D, chiusasi con la vittoria per 1-0 dei croati. Tre mesi dopo furono di fronte nella loro prima partita di qualificazione al campionato del mondo 2018, finita 1-1. Un anno dopo la Turchia vinse per 1-0 in casa nella gara di ritorno del girone.
Il bilancio dei confronti tra Turchia e Grecia vede in vantaggio i turchi. A causa delle tensioni geopolitiche tra le due nazioni dovute soprattutto alla disputa relativa a Cipro, spesso sfociate in incidenti tra i tifosi, questa rivalità è spesso descritta come una delle più aspre al mondo.

## Partecipazioni ai tornei internazionali
Legenda: Grassetto: Risultato migliore, Corsivo: Mancate partecipazioni

## Statistiche dettagliate sui tornei internazionali

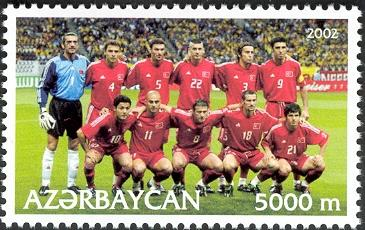
La nazionale turca su un francobollo azero stampato in occasione del.

### Mondiali
| Anno | Luogo                    | Piazzamento      | V | N | P | Gol   |
| ---- | ------------------------ | ---------------- | - | - | - | ----- |
| 1930 | Uruguay                  | Non partecipante | - | - | - | -     |
| 1934 | Italia                   | Non qualificata  | - | - | - | -     |
| 1938 | Francia                  | Non partecipante | - | - | - | -     |
| 1950 | Brasile                  | Ritirata         | - | - | - | -     |
| 1954 | Svizzera                 | Primo turno      | 1 | 0 | 2 | 10:11 |
| 1958 | Svezia                   | Ritirata         | - | - | - | -     |
| 1962 | Cile                     | Non qualificata  | - | - | - | -     |
| 1966 | Inghilterra              | Non qualificata  | - | - | - | -     |
| 1970 | Messico                  | Non qualificata  | - | - | - | -     |
| 1974 | Germania Ovest           | Non qualificata  | - | - | - | -     |
| 1978 | Argentina                | Non qualificata  | - | - | - | -     |
| 1982 | Spagna                   | Non qualificata  | - | - | - | -     |
| 1986 | Messico                  | Non qualificata  | - | - | - | -     |
| 1990 | Italia                   | Non qualificata  | - | - | - | -     |
| 1994 | Stati Uniti              | Non qualificata  | - | - | - | -     |
| 1998 | Francia                  | Non qualificata  | - | - | - | -     |
| 2002 | Corea del Sud / Giappone | Terzo posto      | 4 | 1 | 2 | 10:6  |
| 2006 | Germania                 | Non qualificata  | - | - | - | -     |
| 2010 | Sudafrica                | Non qualificata  | - | - | - | -     |
| 2014 | Brasile                  | Non qualificata  | - | - | - | -     |
| 2018 | Russia                   | Non qualificata  | - | - | - | -     |
| 2022 | Qatar                    | Non qualificata  | - | - | - | -     |

### Europei
| Anno | Luogo                | Piazzamento      | V | N | P | Gol |
| ---- | -------------------- | ---------------- | - | - | - | --- |
| 1960 | Francia              | Non qualificata  | - | - | - | -   |
| 1964 | Spagna               | Non qualificata  | - | - | - | -   |
| 1968 | Italia               | Non qualificata  | - | - | - | -   |
| 1972 | Belgio               | Non qualificata  | - | - | - | -   |
| 1976 | Jugoslavia           | Non qualificata  | - | - | - | -   |
| 1980 | Italia               | Non qualificata  | - | - | - | -   |
| 1984 | Francia              | Non qualificata  | - | - | - | -   |
| 1988 | Germania Ovest       | Non qualificata  | - | - | - | -   |
| 1992 | Svezia               | Non qualificata  | - | - | - | -   |
| 1996 | Inghilterra          | Primo turno      | 0 | 0 | 3 | 0:5 |
| 2000 | Belgio / Paesi Bassi | Quarti di finale | 1 | 1 | 2 | 3:4 |
| 2004 | Portogallo           | Non qualificata  | - | - | - | -   |
| 2008 | Austria / Svizzera   | Semifinali       | 2 | 1 | 2 | 8:9 |
| 2012 | Polonia / Ucraina    | Non qualificata  | - | - | - | -   |
| 2016 | Francia              | Primo turno      | 1 | 0 | 2 | 2:4 |
| 2020 | Europa               | Primo turno      | 0 | 0 | 3 | 1:8 |
| 2024 | Germania             | Quarti di finale | 3 | 0 | 2 | 8:8 |

### Confederations Cup
| Anno | Luogo                    | Piazzamento     | V | N | P | Gol |
| ---- | ------------------------ | --------------- | - | - | - | --- |
| 1992 | Arabia Saudita           | Non invitata    | - | - | - | -   |
| 1995 | Arabia Saudita           | Non invitata    | - | - | - | -   |
| 1997 | Arabia Saudita           | Non qualificata | - | - | - | -   |
| 1999 | Messico                  | Non qualificata | - | - | - | -   |
| 2001 | Corea del Sud / Giappone | Non qualificata | - | - | - | -   |
| 2003 | Francia                  | Terzo posto     | 2 | 1 | 2 | 8:8 |
| 2005 | Germania                 | Non qualificata | - | - | - | -   |
| 2009 | Sudafrica                | Non qualificata | - | - | - | -   |
| 2013 | Brasile                  | Non qualificata | - | - | - | -   |
| 2017 | Russia                   | Non qualificata | - | - | - | -   |

### Nations League
| Anno      | Luogo       | Piazzamento   | V | N | P | Gol  |
| --------- | ----------- | ------------- | - | - | - | ---- |
| 2018-2019 | Portogallo  | 10° in Lega B | 1 | 0 | 3 | 4:7  |
| 2020-2021 | Italia      | 13° in Lega B | 1 | 3 | 2 | 6:8  |
| 2022-2023 | Paesi Bassi | 3° in Lega C  | 4 | 1 | 1 | 18:5 |

### Giochi olimpici
| Anno | Luogo     | Piazzamento             | V | N | P | Gol |
| ---- | --------- | ----------------------- | - | - | - | --- |
| 1924 | Parigi    | Turno di qualificazione | 0 | 0 | 1 | 2:5 |
| 1928 | Amsterdam | Ottavi di finale        | 0 | 0 | 1 | 1:7 |
| 1936 | Berlino   | Ottavi di finale        | 0 | 0 | 1 | 0:4 |
| 1948 | Londra    | Quarti di finale        | 1 | 0 | 1 | 5:3 |

## Tutte le rose

### Mondiali
Coppa del Mondo FIFA 19541 Turgay, 2 Bolatlı, 3 Dirimlili, 4 Ertan, 5 Zeybek, 6 Rober, 7 Keskin, 8 Mamat, 9 Buğeker, 10 Sargın, 11 Lefter, 12 Ersoy, 13 Eken, 14 Beratlıgil, 15 Dinçer, 16 Günar, 17 Erdem, 18 Kaçmaz, 19 Berman, 20 Onarıcı, 21 Aytaç, 22 Taş, CT: Puppo
Coppa del Mondo FIFA 20021 Rüştü, 2 Emre Aşık, 3 Bülent, 4 Fatih, 5 Alpay, 6 Arif, 7 Okan, 8 Tugay, 9 Hakan Şükür, 10 Baştürk, 11 Hasan Şaş, 12 Ömer, 13 İzzet, 14 Tayfur, 15 Nihat, 16 Ümit Özat, 17 İlhan Mansız, 18 Ergün, 19 Abdullah, 20 Hakan Ünsal, 21 Emre Belözoğlu, 22 Ümit Davala, 23 Zafer, CT: Güneş

### Europei
Campionato d'Europa UEFA 19961 Erkan, 2 Recep, 3 Alpay, 4 Vedat, 5 Tugay, 6 Sağlam, 7 Hami, 8 Ogün, 9 Şükür, 10 Oğuz, 11 Orhan, 12 Faruk, 13 Rahim, 14 Saffet, 15 Tayfun, 16 Sergen, 17 Abdullah, 18 Arif, 19 Tolunay, 20 Bülent, 21 Şanver, 22 Rüştü, CT: Terim
Campionato d'Europa UEFA 20001 Rüştü, 2 Tayfur, 3 Ogün, 4 Fatih, 5 Alpay, 6 Arif, 7 Okan, 8 Tugay, 9 Hakan Şükür, 10 Sergen, 11 Tayfun, 12 Ömer, 13 Osman, 14 Suat, 15 İzzet, 16 Ergün, 17 Oktay, 18 Ayhan, 19 Abdullah, 20 Hakan Ünsal, 21 Fevzi, 22 Ümit, CT: Denizli
Campionato d’Europa UEFA 20081 Rüştü, 2 Servet, 3 Balta, 4 Zan, 5 Emre B., 6 Topal, 7 Mehmet Aurélio, 8 Nihat, 9 Semih, 10 Gökdeniz, 11 Tümer, 12 Tolga, 13 Emre G., 14 Arda, 15 Emre A., 16 Uğur, 17 Tuncay, 18 Kâzım Kâzım, 19 Ayhan, 20 Sabri, 21 Erdinç, 22 Altıntop, 23 Volkan, CT: Terim
Campionato d’Europa UEFA 20161 Babacan, 2 Semih, 3 Balta, 4 Ahmet, 5 Nuri, 6 Çalhanoğlu, 7 Gökhan, 8 Selçuk, 9 Cenk, 10 Arda, 11 Olcay, 12 Onur, 13 İsmail, 14 Oğuzhan, 15 Topal, 16 Ozan, 17 Burak, 18 Caner, 19 Yunus, 20 Şen, 21 Mor, 22 Şener, 23 Harun, CT: Terim
Campionato d'Europa UEFA 20201 Günok, 2 Çelik, 3 Demiral, 4 Söyüncü, 5 Yokuşlu, 6 Tufan, 7 Ünder, 8 Toköz, 9 Karaman, 10 Çalhanoğlu, 11 Yazıcı, 12 Bayındır, 13 Meraş, 14 Antalyalı, 15 Kabak, 16 Ünal, 17 B. Yılmaz, 18 R. Yılmaz, 19 Kökçü, 20 Ömür, 21 Kahveci, 22 Ayhan, 23 Çakır, 24 Aktürkoğlu, 25 Müldür, 26 Dervişoğlu, CT: Güneş
Campionato d'Europa UEFA 20241 Günok, 2 Çelik, 3 Demiral, 4 Akaydin, 5 Yokuşlu, 6 Kökçü, 7 Aktürkoğlu, 8 Güler, 9 Tosun, 10 Çalhanoğlu, 11 Yazıcı, 12 Bayındır, 13 Kaplan, 14 Bardakcı, 15 Özcan, 16 Yüksek, 17 Kahveci, 18 Müldür, 19 Yıldız, 20 Kadıoğlu, 21 Yılmaz, 22 Ayhan, 23 Çakır, 24 Kılıçsoy, 25 Akgün, 26 Yıldırım, CT: Montella

### Confederations Cup
FIFA Confederations Cup 20031 Rüştü, 2 Sonkaya, 3 Korkmaz, 4 Akyel, 5 Alpay, 6 Ergün, 7 Balcı, 8 Arslan, 9 Tuncay, 10 Baştürk, 11 Nihat, 12 Çatkıç, 13 Yıldırım, 14 Barış, 15 Üzülmez, 16 Yılmaz, 17 Servet, 18 Kartal, 19 Ateş, 20 Şahin, 21 Toraman, 22 Karadeniz, 23 Murat, CT: Güneş

### Giochi olimpici
Calcio ai Giochi Olimpici Estivi 1924P Akbay, P Kaleci, D Atak, D Çağatay, D Gençay, D Ruhi, C Arslan, C Bekdik, C Göktulga, C Kalpakçıoğlu, C Kelle, C Uluğ, A Arca, A Baydar, A Gürsoy, A Leblebi, A Peykoğlu, A Refet, A Rona, A Sporel, CT: Hunter
Calcio ai Giochi Olimpici Estivi 1928P Kaptan, P Yenal, D Atak, D Göktulga, C Arca, C Baron, C Bekdik, C Seyit, C Uluğ, A Baydar, A Erkuş, A Faruki, A Gürsoy, A Leblebi, A Orhun, A Peykoğlu, A Refet, A Şevki, A Sporel, A Yalınlı, CT: Tóth
Calcio ai Giochi Olimpici Estivi 1936P Arman, P Kurgan, D Alpaslan, D Barlas, D Savman, C Aksoy, C Alaç, C Cici, C Reşat, C Tusder, A Altınordu, A Arıcan, A Bumin, A Erkal, A Görkey, A Göztepe, A Kılıç, A Sel, A Yeten, CT: Donnelly
Calcio ai Giochi Olimpici Estivi 1948P Arman, P Atlıoğlu, D Alyüz, D Erol, D Tosuncuk, C B. Eken, C Saygun, C Torkal, C Özkaya, C Var, A Alpaslan, A R. Eken, A Gülesin, A Keskin, A Kılıç, A Kırcan, A Küçükandonyadis, A Tokaç, A Üreten, CT: Yenal
NOTA: Per le informazioni sulle rose successive al 1948 visionare la pagina della Nazionale olimpica.

## Rosa attuale
Lista dei giocatori convocati per le gare amichevoli del 7 e 10 giugno 2025.
Presenze e reti aggiornate al momento delle convocazioni.
|  | P | Mert Günok         | 1º marzo 1989    | 37 | -36 | Beşiktaş              |  |  |
|  | P | Altay Bayındır     | 14 aprile 1998   | 10 | -14 | Manchester Utd        |  |  |
|  | P | Berke Özer         | 25 maggio 2000   | 0  | 0   | Eyüpspor              |  |  |
|  | P | Muhammed Şengezer  | 5 gennaio 1997   | 0  | 0   | İstanbul Başakşehir   |  |  |
|  |   |                    |                  |    |     |                       |  |  |
|  | D | Kaan Ayhan         | 10 novembre 1994 | 69 | 5   | Galatasaray           |  |  |
|  | D | Çağlar Söyüncü     | 23 maggio 1996   | 56 | 2   | Fenerbahçe            |  |  |
|  | D | Merih Demiral      | 5 marzo 1998     | 53 | 4   | Al-Ahli               |  |  |
|  | D | Zeki Çelik         | 17 febbraio 1997 | 53 | 2   | Roma                  |  |  |
|  | D | Mert Müldür        | 3 aprile 1999    | 35 | 2   | Fenerbahçe            |  |  |
|  | D | Eren Elmalı        | 13 marzo 1994    | 16 | 0   | Galatasaray           |  |  |
|  | D | Samet Akaydin      | 13 marzo 1994    | 14 | 1   | Çaykur Rizespor       |  |  |
|  | D | Yusuf Akçiçek      | 25 gennaio 2006  | 1  | 0   | Fenerbahçe            |  |  |
|  | D | Yasin Özcan        | 20 aprile 2006   | 0  | 0   | Kasımpaşa             |  |  |
|  | D | Mustafa Eskihellaç | 5 maggio 1997    | 0  | 0   | Trabzonspor           |  |  |
|  |   |                    |                  |    |     |                       |  |  |
|  | C | Hakan Çalhanoğlu   | 8 febbraio 1994  | 97 | 21  | Inter                 |  |  |
|  | C | Okay Yokuşlu       | 9 marzo 1994     | 47 | 1   | Trabzonspor           |  |  |
|  | C | Orkun Kökçü        | 29 dicembre 2000 | 39 | 3   | Benfica               |  |  |
|  | C | İsmail Yüksek      | 26 gennaio 1999  | 23 | 1   | Fenerbahçe            |  |  |
|  | C | Salih Özcan        | 11 gennaio 1998  | 23 | 0   | Borussia Dortmund     |  |  |
|  | C | Demir Ege Tıknaz   | 17 agosto 2004   | 0  | 0   | Rio Ave               |  |  |
|  |   |                    |                  |    |     |                       |  |  |
|  | A | Kerem Aktürkoğlu   | 21 ottobre 1998  | 42 | 11  | Benfica               |  |  |
|  | A | İrfan Can Kahveci  | 15 luglio 1995   | 39 | 5   | Fenerbahçe            |  |  |
|  | A | Barış Alper Yılmaz | 23 maggio 2000   | 26 | 2   | Galatasaray           |  |  |
|  | A | Arda Güler         | 25 febbraio 2005 | 19 | 4   | Real Madrid           |  |  |
|  | A | Kenan Yıldız       | 4 maggio 2005    | 19 | 2   | Juventus              |  |  |
|  | A | Oğuz Aydın         | 27 ottobre 2000  | 3  | 0   | Fenerbahçe            |  |  |
|  | A | Can Uzun           | 11 novembre 2005 | 2  | 0   | Eintracht Francoforte |  |  |
|  | A | Deniz Gül          | 2 luglio 2004    | 2  | 0   | Porto                 |  |  |
|  | A | Mustafa Hekimoğlu  | 22 aprile 2007   | 0  | 0   | Beşiktaş              |  |  |

## Record individuali

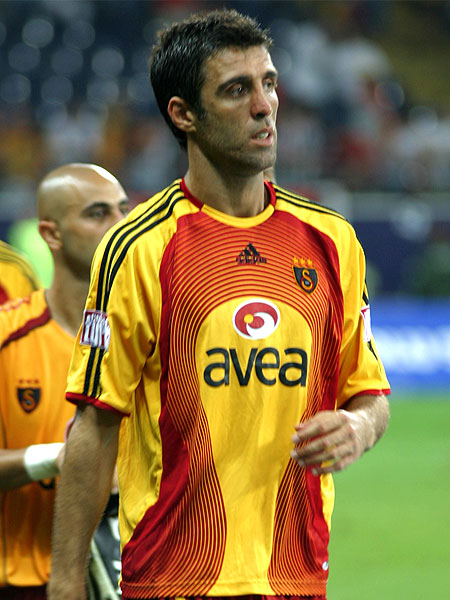
Hakan Şükür, primatista di reti segnate (51) con la nazionale turca

Statistiche aggiornate al 23 marzo 2025.
- In grassetto i giocatori ancora in attività in nazionale.

### Record di presenze
| Pos. | Nome             | Presenze | Reti | Periodo   |
| ---- | ---------------- | -------- | ---- | --------- |
| 1    | Rüştü Reçber     | 120      | 0    | 1994-2012 |
| 2    | Hakan Şükür      | 112      | 51   | 1992-2007 |
| 3    | Bülent Korkmaz   | 102      | 3    | 1990-2005 |
| 4    | Emre Belözoğlu   | 101      | 9    | 2000-2019 |
| 5    | Arda Turan       | 100      | 17   | 2006-2017 |
| 6    | Hakan Çalhanoğlu | 97       | 21   | 2013-     |
| 7    | Tugay Kerimoğlu  | 94       | 2    | 1990-2007 |
| 8    | Alpay Özalan     | 90       | 4    | 1995-2005 |
| 9    | Hamit Altıntop   | 82       | 7    | 2004-2014 |
| 10   | Mehmet Topal     | 81       | 2    | 2008-2018 |

### Record di reti
| Pos. | Nome                   | Reti | Presenze | Periodo   |
| ---- | ---------------------- | ---- | -------- | --------- |
| 1    | Hakan Şükür            | 51   | 112      | 1992-2007 |
| 2    | Burak Yılmaz           | 31   | 77       | 2006-2022 |
| 3    | Tuncay Şanlı           | 22   | 80       | 2003-2010 |
| 4    | Lefter Küçükandonyadis | 21   | 46       | 1948-1963 |
| 4    | Cenk Tosun             | 21   | 53       | 2013-     |
| 4    | Hakan Çalhanoğlu       | 21   | 97       | 2013-     |
| 7    | Metin Oktay            | 19   | 36       | 1956-1968 |
| 7    | Cemil Turan            | 19   | 44       | 1969-1979 |
| 7    | Nihat Kahveci          | 19   | 68       | 2000-2011 |
| 10   | Arda Turan             | 17   | 100      | 2006-2017 |

## Commissari tecnici
Dati aggiornati al 26 giugno 2024.
| Allenatore        | Periodo    | Fine       | G  | V  | N  | P  | RF | RS | % V   |
| ----------------- | ---------- | ---------- | -- | -- | -- | -- | -- | -- | ----- |
| Ali Sami Yen      | 26/10/1923 | 26/10/1923 | 1  | 0  | 1  | 0  | 2  | 2  | 00.0  |
| Billy Hunter      | 25/5/1924  | 12/9/1926  | 12 | 5  | 0  | 7  | 21 | 29 | 41.7  |
| Bela Tóth         | 17/7/1927  | 17/4/1932  | 8  | 2  | 1  | 5  | 14 | 24 | 25.0  |
| Fred Pagnam       | 22/4/1932  | 4/11/1932  | 2  | 0  | 0  | 2  | 3  | 7  | 00.0  |
| James Donnelly    | 12/7/1936  | 1/8/1937   | 3  | 0  | 1  | 2  | 4  | 10 | 00.0  |
| Ignác Molnár      | 23/4/1948  | 30/5/1948  | 2  | 1  | 0  | 1  | 3  | 2  | 50.0  |
| Ulvi Yenal        | 2/8/1948   | 5/8/1948   | 2  | 1  | 0  | 1  | 5  | 3  | 50.0  |
| Pat Molloy        | 28/11/1948 | 20/5/1949  | 5  | 3  | 0  | 2  | 9  | 8  | 60.0  |
| Cihat Arman       | 20/11/1949 | 20/11/1949 | 1  | 1  | 0  | 0  | 7  | 0  | 100.0 |
| Pat Molloy        | 28/5/1950  | 28/10/1950 | 2  | 1  | 0  | 1  | 7  | 6  | 50.0  |
| Jimmy McCormick   | 3/12/1950  | 10/6/1951  | 2  | 1  | 0  | 1  | 4  | 5  | 50.0  |
| Rebii Erkal       | 17/6/1951  | 21/11/1951 | 3  | 2  | 0  | 1  | 3  | 3  | 66.7  |
| Sadri Usuoğlu     | 1/6/1952   | 8/6/1952   | 2  | 0  | 1  | 1  | 1  | 5  | 00.0  |
| Sandro Puppo      | 8/6/1952   | 23/6/1954  | 9  | 3  | 2  | 4  | 18 | 21 | 33.3  |
| Gündüz Kılıç      | 17/10/1954 | 17/10/1954 | 1  | 0  | 0  | 1  | 1  | 5  | 00.0  |
| Žarko Mihajlović  | 3/4/1955   | 26/6/1955  | 2  | 0  | 2  | 0  | 1  | 1  | 00.0  |
| Giovanni Varglien | 18/12/1955 | 01/05/1956 | 5  | 2  | 0  | 3  | 8  | 9  | 16.7  |
| Cihat Arman       | 01/05/1956 | 25/11/1956 | 2  | 0  | 2  | 0  | 2  | 2  | 00.0  |
| László Székely    | 5/4/1957   | 8/12/1957  | 4  | 2  | 1  | 1  | 6  | 4  | 50.0  |
| Leandro Remondini | 4/5/1958   | 10/5/1959  | 7  | 3  | 3  | 1  | 6  | 5  | 42.9  |
| Ignác Molnár      | 8/6/1960   | 8/6/1960   | 1  | 1  | 0  | 0  | 4  | 2  | 100.0 |
| Sandro Puppo      | 27/11/1960 | 16/5/1962  | 10 | 4  | 0  | 6  | 11 | 10 | 40.0  |
| Şeref Görkey      | 10/10/1962 | 10/10/1962 | 1  | 1  | 0  | 0  | 3  | 0  | 100.0 |
| Ljubiša Spajić    | 25/11/1962 | 16/12/1962 | 4  | 1  | 2  | 1  | 3  | 7  | 25.0  |
| Sandro Puppo      | 27/3/1963  | 9/10/1964  | 4  | 0  | 2  | 2  | 0  | 4  | 00.0  |
| Cihat Arman       | 27/9/1964  | 20/12/1964 | 3  | 1  | 1  | 1  | 6  | 4  | 33.3  |
| Sandro Puppo      | 24/1/1965  | 9/5/1965   | 4  | 0  | 0  | 4  | 2  | 13 | 00.0  |
| Doğan Andaç       | 21/7/1965  | 25/7/1965  | 2  | 1  | 1  | 0  | 3  | 1  | 50.0  |
| Sandro Puppo      | 9/10/1965  | 30/5/1966  | 5  | 1  | 2  | 2  | 3  | 10 | 20.0  |
| Adnan Süvari      | 12/10/1966 | 17/1/1969  | 17 | 5  | 4  | 8  | 16 | 32 | 29.4  |
| Abdulah Gegić     | 30/4/1969  | 16/11/1969 | 6  | 3  | 0  | 3  | 13 | 11 | 50.0  |
| Cihat Arman       | 17/10/1970 | 14/11/1971 | 6  | 1  | 1  | 4  | 4  | 17 | 16.7  |
| Nicolae Petrescu  | 5/12/1971  | 5/12/1971  | 1  | 1  | 0  | 0  | 1  | 0  | 100.0 |
| Coşkun Özarı      | 12/4/1972  | 31/10/1976 | 29 | 8  | 11 | 10 | 38 | 43 | 27.6  |
| Doğan Andaç       | 17/11/1976 | 17/11/1976 | 1  | 0  | 1  | 0  | 1  | 1  | 00.0  |
| Metin Türel       | 16/2/1977  | 5/10/1978  | 13 | 2  | 1  | 10 | 11 | 22 | 15.4  |
| Sabri Kiraz       | 29/11/1978 | 15/10/1980 | 12 | 5  | 1  | 6  | 13 | 15 | 41.7  |
| Özkan Sümer       | 3/12/1980  | 25/3/1981  | 2  | 0  | 0  | 2  | 0  | 3  | 00.0  |
| Fethi Demircan    | 15/4/1981  | 7/10/1981  | 4  | 0  | 0  | 4  | 0  | 12 | 00.0  |
| Coşkun Özarı      | 22/9/1982  | 4/4/1984   | 17 | 5  | 2  | 10 | 15 | 36 | 29.4  |
| Candan Tarhan     | 6/9/1984   | 14/11/1984 | 5  | 1  | 1  | 3  | 3  | 13 | 20.0  |
| Yılmaz Gökdel     | 22/12/1984 | 3/4/1985   | 3  | 1  | 1  | 1  | 1  | 3  | 33.3  |
| Kálmán Mészöly    | 1/5/1985   | 28/8/1985  | 2  | 0  | 1  | 1  | 0  | 2  | 00.0  |
| Coşkun Özarı      | 11/9/1985  | 12/11/1986 | 8  | 1  | 3  | 4  | 3  | 14 | 12.5  |
| Mustafa Denizli   | 4/3/1987   | 16/12/1987 | 6  | 1  | 1  | 4  | 6  | 16 | 16.7  |
| Tınaz Tırpan      | 16/3/1988  | 15/11/1989 | 11 | 5  | 1  | 5  | 16 | 12 | 45.5  |
| Fatih Terim       | 11/4/1990  | 11/4/1990  | 1  | 0  | 0  | 1  | 0  | 1  | 00.0  |
| Sepp Piontek      | 27/5/1990  | 28/4/1993  | 27 | 4  | 8  | 15 | 22 | 50 | 14.8  |
| Fatih Terim       | 27/10/1993 | 19/6/1996  | 33 | 17 | 8  | 8  | 47 | 36 | 51.5  |
| Mustafa Denizli   | 14/8/1996  | 24/6/2000  | 31 | 11 | 9  | 11 | 45 | 38 | 35.5  |
| Şenol Güneş       | 16/8/2000  | 18/2/2004  | 50 | 23 | 13 | 14 | 72 | 50 | 46.0  |
| Ünal Karaman      | 31/3/2004  | 31/3/2004  | 1  | 0  | 1  | 0  | 2  | 2  | 00.0  |
| Ersun Yanal       | 28/4/2004  | 8/6/2005   | 15 | 8  | 4  | 3  | 29 | 14 | 53.3  |
| Fatih Terim       | 17/8/2005  | 14/10/2009 | 58 | 26 | 18 | 14 | 86 | 71 | 39.7  |
| Oğuz Çetin        | 3/3/2010   | 29/5/2010  | 4  | 3  | 0  | 1  | 7  | 3  | 75.0  |
| Guus Hiddink      | 1/8/2010   | 15/11/2011 | 16 | 7  | 4  | 5  | 18 | 15 | 43.7  |
| Abdullah Avcı     | 17/11/2011 | 20/08/2013 | 18 | 6  | 4  | 8  | 26 | 26 | 33.3  |
| Fatih Terim       | 22/8/2013  | 26/7/2017  | 34 | 23 | 3  | 8  | 55 | 31 | 62.0  |
| Mircea Lucescu    | 2/8/2017   | 11/2/2019  | 17 | 4  | 6  | 7  | 17 | 25 | 23.5  |
| Şenol Güneş       | 28/2/2019  | 10/9/2021  | 32 | 15 | 10 | 7  | 55 | 40 | 46.8  |
| Stefan Kuntz      | 19/9/2021  | 20/9/2023  | 20 | 12 | 3  | 5  | 46 | 26 | 60.0  |
| Vincenzo Montella | 21/9/2023  | Attuale    | 11 | 5  | 2  | 4  | 16 | 17 | 45.5  |

## Confronti con altre nazionali
Tra gli avversari nazionali contro cui sono stati disputati almeno 10 incontri, la Turchia presenta i seguenti saldi.
Dati aggiornati al 26 giugno 2024.

### Saldo positivo
| Nazionale | Giocate | Vinte | Nulle | Perse | Reti fatte | Reti subite | Differenza | Ultima vittoria   | Ultimo pari     | Ultima sconfitta |
| --------- | ------- | ----- | ----- | ----- | ---------- | ----------- | ---------- | ----------------- | --------------- | ---------------- |
| Svizzera  | 16      | 8     | 3     | 5     | 22         | 23          | -1         | 11 giugno 2008    | 28 agosto 1985  | 20 giugno 2021   |
| Albania   | 12      | 6     | 2     | 4     | 13         | 14          | -1         | 11 ottobre 2019   | 27 marzo 1985   | 13 novembre 2017 |
| Svezia    | 12      | 5     | 4     | 3     | 15         | 14          | +1         | 10 settembre 2018 | 6 febbraio 2008 | 17 novembre 2018 |
| Moldavia  | 12      | 10    | 2     | 0     | 31         | 3           | +28        | 3 giugno 2021     | 13 ottobre 2007 | –                |
| Rep. Ceca | 12      | 6     | 1     | 5     | 17         | 22          | -5         | 26 giugno 2024    | 1º marzo 2006   | 10 ottobre 2014  |
| Grecia    | 11      | 8     | 2     | 1     | 20         | 7           | +13        | 30 maggio 2019    | 4 giugno 2005   | 17 ottobre 2007  |
| Norvegia  | 11      | 5     | 3     | 3     | 15         | 16          | -1         | 27 marzo 2021     | 8 ottobre 2021  | 23 febbraio 2000 |
| Lettonia  | 10      | 4     | 5     | 1     | 22         | 15          | +7         | 15 ottobre 2023   | 30 marzo 2021   | 15 novembre 2003 |

### Saldo neutro
| Nazionale        | Giocate | Vinte | Nulle | Perse | Reti fatte | Reti subite | Differenza | Ultima vittoria  | Ultimo pari      | Ultima sconfitta |
| ---------------- | ------- | ----- | ----- | ----- | ---------- | ----------- | ---------- | ---------------- | ---------------- | ---------------- |
| Irlanda del Nord | 12      | 5     | 2     | 5     | 12         | 12          | +0         | 15 novembre 2013 | 12 novembre 1986 | 11 novembre 1987 |
| Belgio           | 11      | 3     | 5     | 3     | 17         | 18          | -1         | 7 settembre 2010 | 3 giugno 2011    | 10 ottobre 2009  |

### Saldo negativo
| Nazionale      | Giocate | Vinte | Nulle | Perse | Reti fatte | Reti subite | Differenza | Ultima vittoria   | Ultimo pari      | Ultima sconfitta |
| -------------- | ------- | ----- | ----- | ----- | ---------- | ----------- | ---------- | ----------------- | ---------------- | ---------------- |
| Romania        | 26      | 5     | 7     | 14    | 24         | 49          | -25        | 10 settembre 2013 | 15 febbraio 1995 | 9 novembre 2017  |
| Bulgaria       | 23      | 7     | 6     | 10    | 36         | 43          | -7         | 8 giugno 2015     | 21 agosto 1991   | 17 agosto 2005   |
| Germania       | 22      | 4     | 4     | 14    | 19         | 54          | -35        | 18 novembre 2023  | 7 ottobre 2020   | 7 ottobre 2011   |
| Russia         | 22      | 3     | 3     | 16    | 12         | 39          | -27        | 15 novembre 2020  | 11 ottobre 2020  | 14 ottobre 2018  |
| Polonia        | 18      | 3     | 3     | 12    | 13         | 41          | -28        | 27 ottobre 1993   | 11 dicembre 1985 | 10 giugno 2024   |
| Austria        | 18      | 8     | 1     | 9     | 25         | 25          | +0         | 2 luglio 2024     | 6 settembre 2011 | 26 marzo 2024    |
| Ungheria       | 18      | 5     | 2     | 9     | 20         | 36          | -16        | 20 marzo 2025     | 26 marzo 2013    | 22 marzo 2024    |
| Paesi Bassi    | 15      | 4     | 4     | 7     | 15         | 23          | -8         | 24 marzo 2021     | 28 marzo 2015    | 6 luglio 2024    |
| Finlandia      | 15      | 5     | 4     | 6     | 24         | 22          | +2         | 24 marzo 2017     | 9 ottobre 2017   | 26 maggio 2012   |
| Irlanda        | 14      | 3     | 6     | 5     | 16         | 27          | -13        | 23 marzo 2018     | 9 settembre 2003 | 13 novembre 1991 |
| Islanda        | 14      | 3     | 3     | 8     | 14         | 24          | -10        | 9 settembre 2024  | 14 novembre 2019 | 11 giugno 2019   |
| Italia         | 13      | 0     | 4     | 9     | 7          | 24          | -17        | –                 | 4 giugno 2024    | 29 marzo 2022    |
| Croazia        | 12      | 3     | 5     | 4     | 10         | 15          | -5         | 12 ottobre 2023   | 11 novembre 2020 | 28 marzo 2023    |
| Inghilterra    | 11      | 0     | 2     | 9     | 1          | 33          | -32        | –                 | 11 ottobre 2003  | 22 maggio 2016   |
| Spagna         | 11      | 1     | 4     | 6     | 5          | 17          | -12        | 14 marzo 1954     | 17 ottobre 1973  | 17 giugno 2016   |
| Cecoslovacchia | 10      | 1     | 2     | 7     | 4          | 21          | -17        | 18 dicembre 1958  | 15 novembre 1967 | 15 aprile 1981   |
| Danimarca      | 10      | 2     | 5     | 3     | 9          | 12          | -3         | 3 settembre 2014  | 14 novembre 2012 | 18 febbraio 2004 |
| Portogallo     | 10      | 2     | 0     | 8     | 9          | 22          | -13        | 2 giugno 2012     | –                | 22 giugno 2024   |
| Galles         | 10      | 3     | 3     | 4     | 10         | 13          | -3         | 19 giugno 2023    | 6 settembre 2024 | 16 giugno 2021   |